# Нтанда-Лукиса, Самуэль
Самуэль Нтанда-Лукиса (фр. Samuel Ntanda-Lukisa; род. 30 июня 2005) — бельгийский футболист конголезского происхождения, вингер клуба «Сампдория».

## Клубная карьера
Нтанда-Лукиса — воспитанник клубов «Андерлехт», «Мехелен» и «Сент-Трюйден». Летом 2022 года Самуэль перешёл в итальянскую «Сампдорию», где начал выступать за молодёжную команду. 4 июня 2023 года в матче против «Наполи» он дебютировал в итальянской Серии A. 